# Sahala Saura
Sahala Saura (arab. سحالة ثاورة; fr. Sehala Thaoura)  – jedna z 52 gmin w prowincji Sidi Bu-l-Abbas, w Algierii, znajdująca się w zachodniej  części prowincji, około 18 km na zachód od Sidi Bu-l-Abbas. W 2008 roku gminę zamieszkiwało 2238 osób. Numer statystyczny gminy w Office National des Statistiques d'Algérie to 2239.